# Подкраєво
Подкраєво (пол. Podkrajewo) — село в Польщі, у гміні Вішнево Млавського повіту Мазовецького воєводства.
Населення — 456 осіб (2011).
У 1975-1998 роках село належало до Цехановського воєводства.

## Демографія
Демографічна структура станом на 31 березня 2011 року:
|          | Загалом | Допрацездатний вік | Працездатний вік | Постпрацездатний вік |
| -------- | ------- | ------------------ | ---------------- | -------------------- |
| Чоловіки | 240     | 58                 | 157              | 25                   |
| Жінки    | 216     | 35                 | 116              | 65                   |
| Разом    | 456     | 93                 | 273              | 90                   |